# Mihály Lantos
Mihály Lantos (ur. 29 września 1928 w Budapeszcie, zm. 31 grudnia 1989 tamże) – węgierski piłkarz, obrońca. Srebrny medalista MŚ 54. Członek "Złotej jedenastki".
Najlepszy okres kariery spędził w budapeszteńskim klubie MTK – funkcjonującym w latach 50. pod różnymi nazwami. Grał w nim od 1948 do 1961 roku. Trzykrotnie zdobywał tytuł mistrza kraju (1951, 1953, 1958), raz Puchar Węgier (1952), grał także w europejskich pucharach. Był stałym wykonawcą rzutów karnych i wolnych.
W reprezentacji Węgier zagrał 53 razy i strzelił 5 bramek. Debiutował w 1949, ostatni raz zagrał w 1956. Podczas MŚ 54 wystąpił we wszystkich pięciu spotkaniach Węgrów i zdobył dwie bramki. Wcześniej, w 1952 wraz z kolegami został złotym medalistą igrzysk w Helsinkach.
Po zakończeniu kariery sportowej pracował jako trener. Prowadził m.in. Videoton.